# 查培新
查培新（1946年4月—），江苏宜兴人，中华人民共和国外交官。

## 生平
1969年，毕业于北京外国语学院英语系。1972年，進入中華人民共和國外交部。1972年至1973年，擔任中國常駐聯合國代表團科員，參加了中華人民共和國恢复聯合國工作的過程。1973年至1978年，擔任黃鎮翻譯，出任中華人民共和國駐美國聯絡處隨員。1978年，在外交部美大司、加拿大大使館、國務院外事辦公室工作。1997年，擔任中華人民共和國駐加拿大大使。1998年至2002年，任國務院外事辦公室副主任。2002年，擔任中華人民共和國駐英國大使。2007年至2009年，任中國人民外交學會副會長。2008年3月任全國人大常委會委員、全國人大外事委員會副主任委員。2008年10月，任外交部外交政策咨詢委員會委員。

## 家庭
夫人為張小康。